# 너의 결혼식 (영화)
《너의 결혼식》은 2018년 하반기에 개봉한 대한민국의 로맨스 영화로, 박보영, 김영광이 주연했다. 감독은 이석근이다.

## 줄거리
한 여자만 사랑하는 순정남 우연 (김영광) 과 속마음을 알 수 없는 첫사랑 승희 (박보영)의 다사다난한 10년 간의 첫사랑 연대기

## 캐스팅
- 박보영 : 환승희 역
- 김영광 : 황우연 역
- 강기영 : 옥근남 역
- 고규필 : 구공자 역
- 장성범 : 최수표 역
- 차엽 : 이택기 역
- 서은수 : 박민경 역
- 배해선 : 승희 모 역
- 전배수 : 승희 부 역
- 서윤아 : 수표 처 역
- 정한빛 : 치어리더 역
- 김이슬 : 치어리더들 역
- 류민정 : 치어리더들 역
- 김한슬 : 치어리더들 역
- 이나원 : 치어리더들 역
- 김성범 : 신사복 매장 점원 역
- 유희제 : 택기똘마니들 역
- 박주민 : 택기똘마니들 역
- 조석인 : 택기똘마니들 역
- 임근서 : 택기똘마니들 역
- 김경모 : 싸움 고딩 남 1 역
- 박달웅 : 싸움 고딩 남 2 역
- 박용 : 1반 담임 역
- 황효은 : 3반 담임 역
- 오누리 : 고등학교 직원 역
- 윤세옹 : 고등학교 학주 역
- 김학준 : 사진 전송 남고딩 역
- 서남윤 : 방송부원 1 역
- 김민석 : 방송부원 2 역
- 박성준 : 밴드부원 역
- 김재완 : 밴드부원 역
- 전한국 : 밴드부원 역
- 전호석 : 밴드부원 역
- 오태은 : 미용실 앞 아줌마 역
- 백두산 : 근남 부 역
- 정난희 : 근남 모 역
- 윤경호 : 경찰서 형사 역
- 백승철 : 경찰서 반장 역
- 정유진 : 여대생 역
- 음문석 : 미식축구 선배 역
- 민채연 : 하숙생 여 역
- 오연주 : 하숙생 여 역
- 유혜민 : 하숙생 여 역
- 신희철 : 하숙생 남 역
- 류지완 : 하숙생 남 역
- 김태환 : 하숙생 남 역
- 강희중 : 노부부 역
- 원근자 : 노부부 역
- 강희지 : 여순경 역
- 릴리.d : 독일 교환학생 역
- 음희진 : 귀여운 여대생 역
- 안민영 : 민박집 주인 역
- 송현기 : LA 모자남 역
- 김승현 : 헬스 트레이너 역
- 박준성 : 헬스 트레이너 역
- 안승환 : 쇼핑몰 모델 남 역
- 장다경 : 포토그래퍼 역
- 한철우 : 방송 PD 역
- 조성희 : 방송 메인 작가 역
- 박주희 : 방송 보조 작가 역
- 홍근택 : 방송 카메라맨 역
- 김준수 : 집배원 역
- 조영웅 : 중학교 준성 역
- 이지성 : 중학교 남중생 1 역
- 이주찬 : 중학교 남중생 2 역
- 주재윤 : 중학교 남중생 3 역
- 장수지 : 중학교 여중생 1 역
- 엄채윤 : 중학교 여중생 2 역
- 문주영 : 중학교 여중생 3 역
- 정연심 : 수모님 역
- 주보미 : 승희 회사 팀장 역
- 채소영 : 승희 결혼식 친구 역
- 강덕중 : 결혼식 사회자 역
- 박종범 : 결혼식 사진사 역
- 우지수 : 수표 아들 역
- 한서진 : 수표 태아사진 역
- 안길강 : 우연 부 역 (우정출연)
- 김현숙 : 미쎄스 민 역 (우정출연)
- 임형준 : 배씨 역 (우정출연)
- 하준 : 승희 신랑 역 (우정출연)
- 소희정 : 우연 모 역 (특별출연)
- 송재림 : 이윤근 역 (특별출연)
- 신소율 : 김소정 역 (특별출연)

## 수상 경력
- 2018년 제39회 청룡영화상 청정원 인기스타상 - 김영광
- 2018년 제23회 소비자의 날 KCA 문화연예 시상식2018 관객이 뽑은 올해의 배우 - 박보영
- 2019년 제55회 백상예술대상 영화부문 남자 신인연기상 - 김영광

## 이모저모
- 2015년에 강하늘이 남자 주인공으로 물망 올랐던 작품으로 롯데엔터테인먼트에서 투자 및 배급을 검토 중이었다.[1] 이후 강하늘은 다른 작품과 촬영 시기가 맞물리면서 최종 고사했다.[2]

## 같이 보기
- 2018년 대한민국의 영화 목록